# واراتزه
واراتزه (به ایتالیایی: Varazze) یک شهرداری در ایتالیا است که در استان ساونا واقع شده‌است.

## خصوصیات
واراتزه ۴۸٫۰ کیلومترمربع مساحت و ۱۳٬۷۴۶ نفر جمعیت دارد و ۵ متر بالاتر از سطح دریا واقع شده‌است.